# Rock Mills (Virginia)
Rock Mills ist ein gemeindefreier bewohnter Ort („populated place“) im Rappahannock County im US-Bundesstaat Virginia.
Der Ort liegt im Zentrum des Countys am Ufer des Rush River.